# Tianna Bartolettaová
Tianna Bartolettaová, dříve Tianna Madisonová (* 30. srpna 1985 Elyria, Ohio), je americká atletka, sprinterka a dálkařka.

## Sportovní kariéra
V roce 2005 zvítězila na mistrovství světa v Helsinkách ve skoku dalekém výkonem 689 cm. O rok později získala zlatou medaili v této disciplíně na světovém halovém šampionátu v Moskvě (680 cm).
Dalších medailí ze světových soutěží se dočkala v roce 2012. V tomto roce si vytvořila osobní rekord na 60 metrů časem 7,02 a vybojovala na této trati bronzovou medaili na halovém mistrovství světa. Na olympiádě v Londýně v létě 2012 byla členkou vítězné štafety na 4 × 100 metrů, která zvítězila v novém světovém rekordu 40,82.
V roce 2015 dokázala posledním skokem do vzdálenosti 714 cm získat po deseti letech opět zlato na mistrovství světa v Pekingu. Dosavadní vrchol kariéry přišel o rok později na olympiádě v Rio de Janeiru, kde zvítězila výkonem 717 cm z páté série a také dopomohla štafetě ke zlatu v čase 41,01 s. Na světovém šampionátu 2017 v Londýně obsadila 3. místo v dálce výkonem 697 cm z poslední série.

## Osobní rekordy
Dráha
- Běh na 4 × 100 metrů – 40,82 s (LOH 2012, Londýn)  (Současný světový rekord)